# Akrecja kolumnowa
Akrecja kolumnowa – zjawisko ukierunkowania procesu akrecji w układzie podwójnym gwiazd na bieguny magnetyczne gwiazdy, zachodzące w polarach, czyli gwiazdach typu AM Her. Zjawisko zachodzi, gdy gęstość energii w dysku akrecyjnym jest mniejsza niż gęstość energii pola magnetycznego gwiazdy centralnej. Występuje najczęściej w przypadku silnie magnetycznych gwiazd neutronowych i białych karłów, a ze względu na obserwowane własności obiekty takie należą odpowiednio do klasy polarów i polarów pośrednich oraz pulsarów rentgenowskich. Opadanie w stronę gwiazdy w większej odległości od powierzchni gwiazdy następuje z prędkością naddźwiękową, blisko powierzchni gwiazdy formuje się fala uderzeniowa. Opadająca materia silnie świeci w zakresie rentgenowskim, szczególnie obszar pomiędzy frontem fali a powierzchnią gwiazdy.
Przykłady układów gwiazdowych z kolumną akrecyjną:
- DQ Herculis
- VV Puppis
- AM Herculis
- Herculis X-1
- GX 1+4
- RX J0812.4-3114